# دومین نبرد ایپر
دومین نبرد ایپر (انگلیسی: Second Battle of Ypres) در جنگ جهانی اول از ۲۲ آوریل تا ۲۵ مه ۱۹۱۵ برای کنترل شهر استراتژیک ایپر در غرب بلژیک درگرفت. پاییز پیشتر در همین شهر نبرد ایپر صورت گرفته بود که نتیجهٔ قاطعی نداشت. این نبرد هم بدون پیروز قاطع در پایان یافت.
در این نبرد اولین مورد استفادهٔ آلمانی‌ها از جنگ‌افزار شیمیایی در جبههٔ غربی اتفاق افتاد.